# Coupe du golfe Persique des nations de football des moins de 17 ans
La Coupe du Golfe Persique des Nations de football des moins de 17 ans est un tournoi de football ayant lieu tous les ans entre les nations du Golfe Persique. Ce championnat a été créé en 2001. Ce premier tournoi a eu lieu au Bahreïn.

## Palmarès
| Saison | Pays-hôte           | Vainqueur           | Score             | Finaliste           |
| ------ | ------------------- | ------------------- | ----------------- | ------------------- |
| 2001   | Bahreïn             | Oman                | Mini-championnat  | Arabie saoudite     |
| 2002   | Arabie saoudite     | Oman                | Mini-championnat  | Arabie saoudite     |
| 2003   | Qatar               | Arabie saoudite     | Mini-championnat  | Qatar               |
| 2006   | Arabie saoudite     | Émirats arabes unis | Mini-championnat  | Arabie saoudite     |
| 2008   | Arabie saoudite     | Arabie saoudite     | Mini-championnat  | Émirats arabes unis |
| 2009   | Émirats arabes unis | Émirats arabes unis | 1 – 1 (4 – 2 tab) | Arabie saoudite     |
| 2010   | Koweït              | Émirats arabes unis | 2 - 1             | Arabie saoudite     |
| 2011   | Qatar               | Arabie saoudite     | 2 – 2 (4 – 3 tab) | Qatar               |
| 2012   | Koweït              | Arabie saoudite     | 1 - 0             | Qatar               |
| 2013   | Qatar               | Émirats arabes unis | 2 – 2 (3 – 0 tab) | Oman                |
| 2015   | Qatar               | Oman                | 0 – 0 (5 – 3 tab) | Arabie saoudite     |
| 2016   | Qatar               | Arabie saoudite     | Mini-championnat  | Oman                |

## Bilan par nation
| Champion(s) | Nation              | Années                       |
| ----------- | ------------------- | ---------------------------- |
| 5 fois      | Arabie saoudite     | 2003, 2008, 2011, 2012, 2016 |
| 4 fois      | Émirats arabes unis | 2006, 2009, 2010, 2013       |
| 3 fois      | Oman                | 2001, 2002, 2015             |